# Tormásliget
Tormásliget é um município da Hungria, situado no condado de Vas. Tem 7,53 km² de área e sua população em 2015 foi estimada em 302 habitantes.